# Filip van As
Filip Martijn van As (Den Helder, 7 september 1966) is een Nederlands ambtenaar en voormalig politicus voor de RPF en later de ChristenUnie.

## Biografie
Van As groeide op in Leiderdorp, volgde de havo aan het Visser 't Hooft Lyceum, voltooide de Controleurs-opleiding van de Belastingdienst en studeerde daarna, vanaf 1990, rechten aan de Rijksuniversiteit Leiden. Voorts legde hij zich toe op een universitaire studie geschiedenis, waarvan hij in 2006 het bachelor-deel afsloot.
Van As richtte, een jaar nadat hij aan zijn rechtenstudie was begonnen, in 1991 de Navigators Studentenvereniging Leiden (NSL) op.
In 1997 deed Van As, samen met anderen, een poging om de politieke samenwerking van de drie kleine christelijke partijen in Leiden (RPF, GPV en SGP) nieuw leven in te blazen. Deze poging had succes. In 1998 werd Van As gemeenteraadslid van Leiden voor deze partijen en bleef dat acht jaar lang (1998-2006). Ook toen in 2001 de Leidse SGP zichzelf, vanwege ledentekort, ophief en toen in 2002 de RPF en GPV opgingen in de ChristenUnie.
De gemeenteraadsverkiezingen van 2006 legden de ChristenUnie geen windeieren. De ChristenUnie behaalde in Leiden een dusdanig groot aantal stemmen dat zij werd uitgenodigd om in het college deel te nemen, hoewel de partij voor een politieke meerderheid niet nodig was.

Omdat Van As in 2005 reeds aangegeven had dat hij zijn politiek leiderschap wilde overdragen, maar een eventueel wethouderschap niet uit zou sluiten, werd de aan de ChristenUnie toebedeelde portefeuille vanaf het voorjaar 2006 door Van As vervuld.
Op 16 oktober 2007 viel het college in Leiden, nadat de SP er op 9 oktober uit was gestapt. Tijdens zijn demissionaire periode kreeg Van As de kans om wethouder te worden in Dronten, provincie Flevoland. Daar was de ChristenUnie-wethouder Siebe de Graaf opgestapt en de ChristenUnie in Dronten zocht een nieuwe kandidaat. Filip van As werd op 20 december 2007 door de gemeenteraad van Dronten benoemd. Hij had als wethouder de portefeuille Financiën, onderwijs en milieu. 
Na de gemeenteraadsverkiezingen van 2010 werd Filip van As, namens de ChristenUnie, wethouder in de gemeente Zwolle. Zijn portefeuille omvatte Onderwijs & jeugd, Sociale Zaken & werkgelegenheid en Beheer openbare ruimte. Daarnaast was Van As projectwethouder voor de binnenstad en de ontwikkeling van de campus. Ook was hij wijkwethouder voor Stadshagen, Westenholte, Spoolde en het gebied ten oosten van de Vecht.
Na de gemeenteraadsverkiezingen van 2014 maakte Filip van As wederom deel uit van het Zwolse college van burgemeester en wethouders. In zijn portefeuille zaten de volgende beleidsterreinen: Verkeer &vervoer, Mobiliteit, Duurzaamheid, Beheer openbare ruimte, Milieu & afval, Dierenwelzijn, Groenbeleid en Ontwikkeling Binnenstad. Daarnaast was hij wijkwethouder voor Aa-landen, Berkum en de Binnenstad. Op 31 mei 2017 stapte hij op, omdat hij naar eigen zeggen te weinig politiek draagvlak op het gebied van energietransitie had.
In maart 2019 ging Van As aan de slag bij het ministerie van Infrastructuur en Waterstaat, aanvankelijk als kwartiermaker Voetgangersbeleid, daarna als programmamanager op hetzelfde terrein.